# Наташа Ростова
Ната́ша (Наталі) Росто́ва — героїня роману Л. М. Толстого «Війна і мир». Дочка графа Іллі Андрійовича Ростова.

## Наташа в сюжеті
На початку роману Наташа постає 13-річної дівчинкою. Вона закохана в Бориса Трубецького, який живе зі своєю матір'ю поблизу від Ростових. Трохи пізніше близьким другом Наташі стає П'єр Безухов, який іноді приїжджає до Ростових. Коли Борис надходить на службу до Кутузова, Наташа байдужіє до нього. Незабаром П'єр знайомить Наташу з князем Андрієм Болконським, в якого Наташа закохується. Однак князь Микола Болконський — батько Андрія — вважає Наташу невідповідною парою для свого сина. Він умовляє сина відкласти одруження на рік. Під час його відсутності Наташа захоплюється Анатолем Курагіним, після чого розриває заручини з князем Андрієм. Анатоль має намір втекти з Наташею і таємно обвінчатися, але про це дізнається Соня, троюрідна сестра Наташі, і запобігає цьому.
Оскільки Наполеон почав свій наступ на Росію, сімейство Ростових змушене переміститися в свій московський маєток. Під час наближення Наполеона до Москви, багато поранених солдат розміщуються в будинку Ростових. Коли Ростови планують евакуюватися з Москви, Наташа просить своїх батьків використовувати їх вози для транспортування поранених, а не для домашнього скарбу. Побачивши серед поранених князя Андрія, Наташа піклується про нього. Однак рани настільки серйозні, що князь Андрій помирає.
Після залишення Наполеоном Москви, Наташа зближується з сестрою князя Андрія, княжною Марією, яка дуже вдячна Наташі за її турботу про князя Андрія. Горе об'єднує їх, і вони стають подругами. Також в ту пору Наташі став близький П'єр Безухов, що вже став удівцем. Зрештою, Наташа й П'єр вступили в шлюб, згодом у них народилося четверо дітей.